# Villa Gagliardini
La villa Gagliardini est une voie du 20e arrondissement de Paris, en France.

## Situation et accès
La villa Gagliardini est une voie publique située dans le 20e arrondissement de Paris. Elle débute au 100-104, rue Haxo et se termine villa Hortense-Dury-Vasselon. Elle honore la mémoire du peintre Julien Gustave Gagliardini (1846-1927).

## Origine du nom

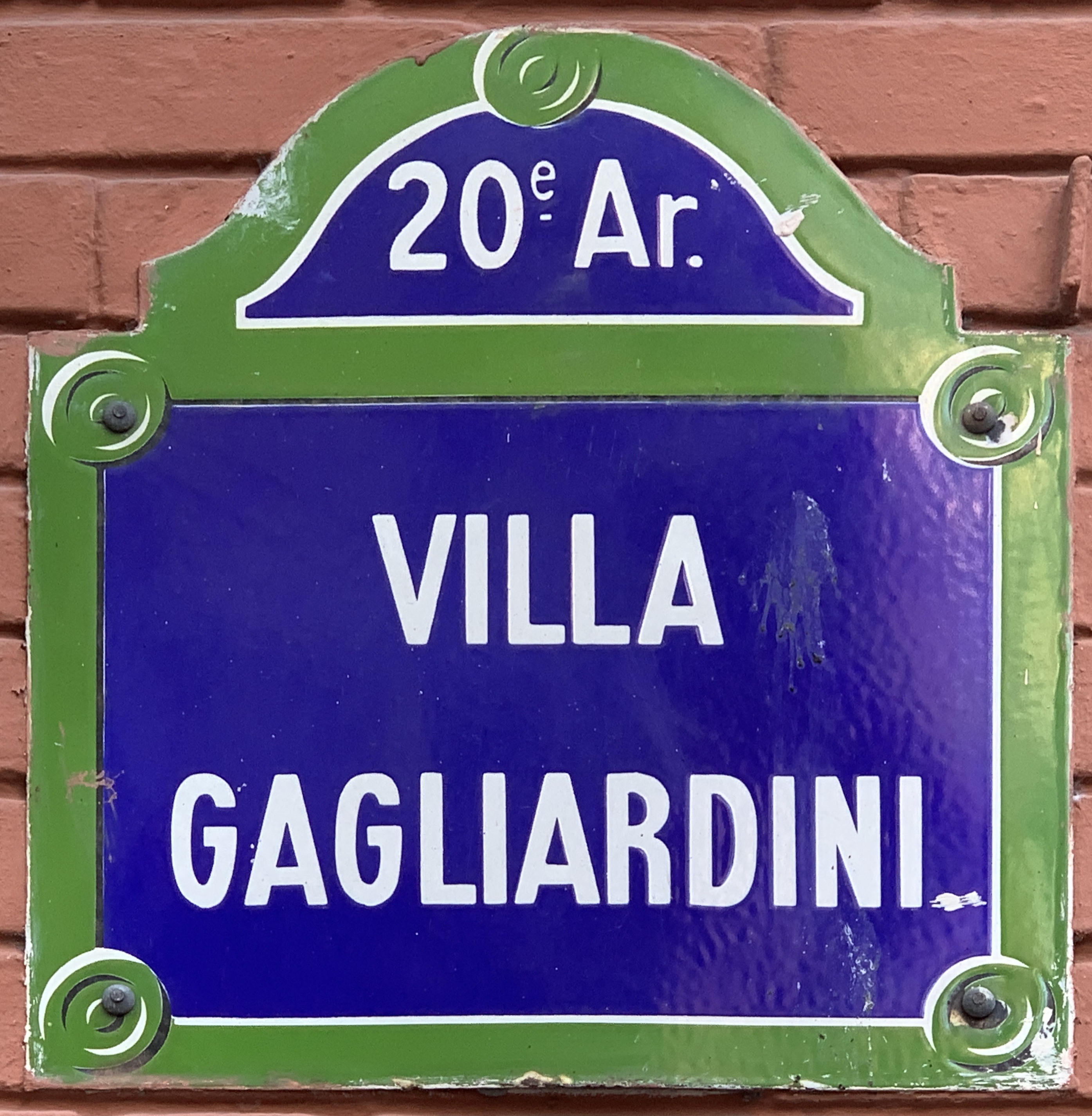
Plaque de la voie.

Elle porte le nom du peintre Gustave Gagliardini (1846-1927). 

## Historique
Cette voie est ouverte sous sa dénomination actuelle sur un lotissement appartenant aux consorts Dury-Vasselon par un arrêté du 14 août 1930.